# Società Sportiva G.I.L. Mogliano 1942-1943
Questa voce raccoglie le informazioni riguardanti il Società Sportiva G.I.L. Mogliano nelle competizioni ufficiali della stagione 1942-1943.

## Rosa
| N. |                   | Ruolo | Calciatore       |
| -- | ----------------- | ----- | ---------------- |
|    | Italia (bandiera) | D     | A. Ansaloni      |
|    | Italia (bandiera) | A     | N. Barbieri      |
|    | Italia (bandiera) | C     | R. Barluzzi      |
|    | Italia (bandiera) | D     | Girolamo Basile  |
|    | Italia (bandiera) | A     | Bruno Benvenuti  |
|    | Italia (bandiera) | C     | Pietro Boschian  |
|    | Italia (bandiera) | A     | Dino Cestaro     |
|    | Italia (bandiera) | D     | L. Dall'Aquila   |
|    | Italia (bandiera) | A     | L. Damian        |
|    | Italia (bandiera) | P     | Domenico Dipinto |
|    | Italia (bandiera) | P     | Enzo Fiorotto    |

| N. |                   | Ruolo | Calciatore           |
| -- | ----------------- | ----- | -------------------- |
|    | Italia (bandiera) | P     | G. Furlanetto        |
|    | Italia (bandiera) | A     | E. Lepre             |
|    | Italia (bandiera) | A     | G. Mondi             |
|    | Italia (bandiera) | C     | L. Pavanetto         |
|    | Italia (bandiera) | A     | P. Regalzi           |
|    | Italia (bandiera) | C     | G. Rizzo             |
|    | Italia (bandiera) | A     | Nello Rosini         |
|    | Italia (bandiera) | A     | S. Sandri            |
|    | Italia (bandiera) | C     | Giordano Scanferlato |
|    | Italia (bandiera) | C     | E. Vian              |
|    | Italia (bandiera) | C     | L. Vian              |